# Mangifera austro-yunnanensis
Mangifera austro-yunnanensis este o specie de plante ce aparține familiei Anacardiaceae. Este endemică din China.